# Колесниковське сільське поселення
Коле́сниковське сільське поселення — муніципальне утворення в складі Каракулинського району Удмуртії, Росія. Адміністративний центр та єдиний населений пункт — село Колесниково.
Населення становить 339 осіб (2019, 405 у 2010, 492 у 2002).
В поселенні діють середня школа та садочок, клуб та фельдшерсько-акушерський пункт.